# Tartan
Tartan je tkalski vzorec za tkanine, ki se je od leta 1815 dalje uporabljal tudi za prikaz pripadnosti škotskemu klanu. Karo vzorec (tartan ali škotski kaso), značilen za tartane, nastane pri tkanju z uporabo raznobarvnih niti. Danes se tartani uporabljajo predvsem za kilte, karirana in druga škotska oblačila, ki so običajno narejena iz preje. Ni preverjanja, ali je kupec kilta 'pooblaščen' za nošenje zadevnega tartana, in tudi če niste Škot, lahko izbirate med vsemi tartani, ki jih ponuja izdelovalec kiltov.

## Izvor
Najstarejše tartane so našli na Kitajskem (klobuki za figure iz žada) in bi jih lahko datirali okoli 3500 pr. n. št. Najstarejša najdba »kariraste« tkanine, Falkirk sett, sega v 3. stoletje pr. n. št. Vzorec je nastal z uporabo volne svetle in temne ovce. Ta vzorec so pozneje poimenovali pastirski karo, vendar ni dokazov o kakršni koli povezavi z današnjim klanskim tartanom. Vendar so ta oblačila vključevala hlače, ne pa kilt ali karirasto obleko. Najstarejši zabeleženi tartani so dodeljeni regijam (okrožjem), ne klanom. Možna razlaga za to je, da so imeli tkalci na določenem območju raje določene vzorce in so se prebivalci oblačili lokalno. Enega od teh tartanov, Huntly tartan iz istoimenske regije na severovzhodu Škotske, so med jakobitskimi vstajami leta 1745 nosili številni klani, vključno z Gordonom, Forbesom, Munrojem, MacRaejem, Rossom in Brodiejem. klani. Njegovo različico naj bi nosil tudi legendarni Bonnie, princ Charlie.
Tartani in tartanom podobni vzorci so bili na Škotskem v uporabi že več stoletij. Prvotno so se tartani in njihovi vzorci na Škotskem razlikovali glede na regijo in ni bilo neobičajno nositi več tartanov z različnimi vzorci. Jasna dodelitev specifičnih tartanov posameznim klanom se je začela šele v 16. stoletju. Prvi uradni polk z uniformo iz tartana je leta 1739 postal kraljevi polk Black Watch.
Leta 1746 je zakon o oblačenju kriminaliziral nošenje tartanov za prebivalce Škotskega višavja. Ta zakon je veljal do leta 1782 in je bil del angleških poskusov zatiranja višavske kulture. V 19. stoletju je prišlo do preporoda tartana, ko je kultura Škotskega višavja postala modna med angleškimi in škotskimi višjimi sloji. Današnji karo, ki je značilen za vsak klan, je verjetno izum romantičnega 18. stoletja. Čeprav je na Škotskem, tako kot na celini, zelo dolga tradicija oblačil s karirastimi vzorci, ta verjetno niso bila značilna za družino.

## Klanski tartani
Tudi če fiksna dodelitev tartanov klanom ni vzdržna, 'pravi' Škoti še danes radi nosijo 'svoj' tartan. Še vedno obstajajo nevtralni vzorci, ki namesto imen klanov nosijo imena regij (kot je edinburški tartan) ali organizacij (kot so tartani Royal Scottish Country Dance Society ali projekta Debian) ali pa so popolnoma brez takšnih povezav. Prav tako ni preverjanja, ali je kupec kilta 'pooblaščen' za nošenje zadevnega tartana, in tudi če niste Škot, lahko izbirate med vsemi tartani, ki jih ima izdelovalec kiltov v ponudbi. Podjetja za tkanje tartana lahko izdelajo kateri koli tartan na zahtevo, vključno z novo izumljenimi; škotski register tartanov poskuša katalogizirati obstoječe tartane in se izogniti podvajanju.
Tartan škotskega klana je posebno zaporedje barv in odtenkov, ki ga lahko nosijo samo člani klana. Čeprav tartan vidno izraža pripadnost klanu, po škotski heraldični zakonodaji ni prekršek, če nosite tartan drugega klana. Nošenje tartana je splošno sprejeto, če velja, da pripadate klanu zaradi družine, posvojitve ali celo samo po imenu.

## Register škotskega tartana
Registracija uradnih klanskih tartanov se je začela 8. aprila 1815, ko je londonsko Highland Society (ustanovljena 1778) od vseh klanskih poglavarjev zahtevalo, da društvu pošljejo kos svojega tartana, ki je dovolj velik, da se vidi vzorec.
Danes je Škotski register tartanov, ki ga vodi agencija škotske vlade, odgovoren za uradno registracijo tako starih kot na novo zasnovanih modelov. Vsakdo lahko prijavi dizajn za plačilo £70. Edini pogoj za prijavo je, da se model dovolj razlikuje od predhodno prijavljenih modelov, sicer bo prijava zavrnjena.

## Drugi sodobni tartani
Poleg klanskih tartanov obstajajo še tartani, rezervirani za pripadnike višavskih polkov Velike Britanije in Commonwealtha. Ljudje, povezani z angleško kraljevo družino, uporabljajo tartan Royal Stewart, ne glede na to, ali pripadajo klanu Stewart. Ta tradicija sega v čas Jakoba VI. nazaj iz Škotske.
Vendar pa uporaba tartanov ni omejena na pripadnost klanu in vojaški sektor. Še vedno obstajajo tartani za poklicne skupine, klube, mesta, regije in organizacije, kot je Amnesty International. Druga različica tartana so karo britanskih proizvajalcev oblačil in proizvajalcev moške opreme, kot sta Burberry ali Barbour.
Pankerji pogosto nosijo tudi hlače, jakne, zapestnice ali ovratnike ter druga oblačila s tartanskim vzorcem. Znana je tudi kombinacija flanelastih srajc in tartanskih vzorcev v grunge sceni, kot jo je nosil Kurt Cobain.
Tartan vzorec je priljubljen dizajn za božični ovojni papir in pentlje v Združenem kraljestvu.